# Dolmen de la Madeleine (Carnac)

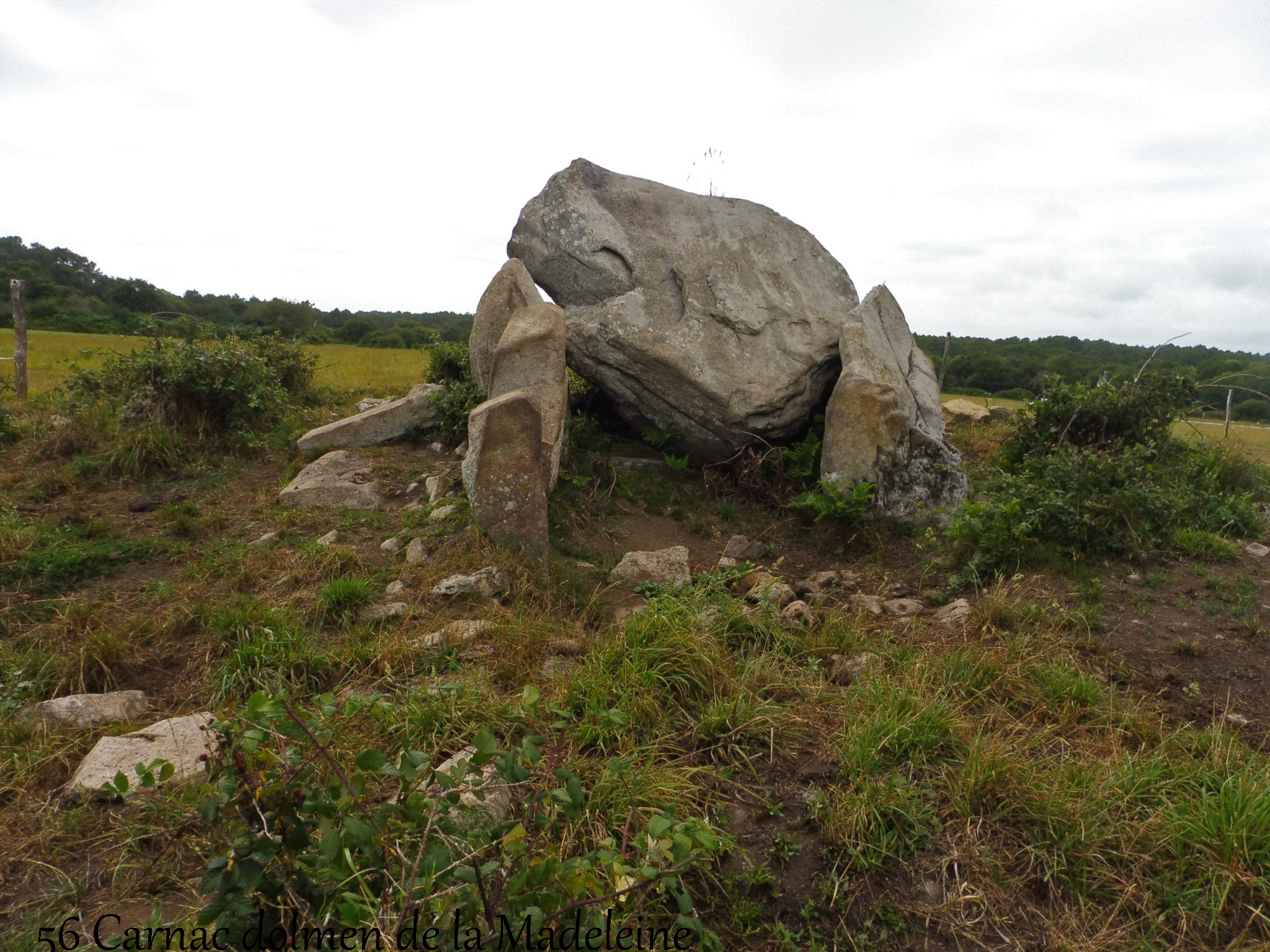
Dolmen de la Madeleine

Der Dolmen de la Madeleine liegt in Kerguéno östlich der D186, nördlich von Carnac im Département Morbihan in der Bretagne in Frankreich. Dolmen ist in Frankreich der Oberbegriff für Megalithanlagen aller Art (siehe: französische Nomenklatur).
Der in den Resten seines Cairns gelegene Dolmen befindet sich auf einem inzwischen zugewachsenen Feld. Der stark verkippte große Deckstein der Anlage, die vermutlich ein Gangdolmen war, liegt auf drei Tragsteinen, eine Bodenplatte sowie zwei weitere  Orthostaten sind vorhanden.
Der Dolmen ist seit 1900 als Monument historique eingeordnet.